# Meistriliiga
La Meistriliiga, ufficialmente denominata A. Le Coq Premium Liiga per ragioni di sponsorizzazione, è la massima principale del campionato estone di calcio. La squadra più titolata è il Flora Tallinn.
È organizzato dal 1992, anno dell'indipendenza del Paese, dalla federazione calcistica dell'Estonia.
Per la stagione 2023 la Meistriliiga occupa il 47º posto nel ranking UEFA delle competizioni per club.

## Formula
Le 10 squadre partecipanti si affrontano in un doppio girone di andata e ritorno, per un totale di 36 giornate. La squadra campione di Estonia ha diritto a partecipare al primo turno di qualificazione della UEFA Champions League, mentre le squadre classificate al secondo e terzo posto sono ammesse al primo turno di qualificazione della UEFA Europa Conference League assieme alla squadra vincitrice della coppa nazionale. L'ultima classificata retrocede direttamente in Esiliiga, mentre la penultima disputa uno spareggio contro la seconda classificata della Esiliiga per la permanenza in Meistriliiga.

## Storia
Il primo campionato nazionale viene organizzato fin dal 1921, quando l'Estonia era una repubblica indipendente. Successivamente, dal 1945 al 1991 le squadre estoni partecipano al campionato sovietico di calcio.
Dal 1992 viene organizzato l'attuale campionato che si svolgeva all'interno dell'anno solare: nella prima edizione le quattordici squadre sono divise equamente in due gironi all'italiana: le prime quattro di ciascun gruppo lottano per il titolo in un altro raggruppamento che le contiene tutte e otto. Dal campionato successivo il campionato viene disputato a cavallo di due anni, come in uso in molti campionati europei, ed ha la forma di un girone andata e ritorno a dodici squadre. Nel campionato 1994-95 la forma cambia ancora: girone all'italiana di otto squadre, le prime sei ne formano un altro e lottano per il titolo. Nel 1998 si torna a disputare il campionato nell'anno solare, che per motivi di tempo vede le otto squadre affrontarsi in un girone andata - ritorno.
Dal campionato successivo il formato diviene quello attuale: girone all'italiana doppio, con le squadre che si affrontano tutte quattro volte, con otto squadre. Dal 2005 il numero di compagini è stato aumentato alle attuali dieci.
Dalla stagione 2020 il campionato è divenuto professionistico.

## Partecipazioni per squadra
Sono 39 le squadre ad aver preso parte alle 35 stagioni della Meistriliiga dal 1992 al 2025. In grassetto le squadre partecipanti alla Meistriliiga 2025.
- 35 volte:  Flora Tallinn,  Trans Narva
- 27 volte:  Levadia Tallinn
- 22 volte:  Tulevik Viljandi
- 21 volte:  Tammeka Tartu
- 18 volte:  Kalju Nõmme,  Kuressaare
- 17 volte:  Paide
- 16 volte:  TVMK Tallinn
- 15 volte:  Vaprus Pärnu
- 13 volte:  Kalev Sillamäe,  Kalev Tallinn
- 9 volte:  EP Jõhvi
- 6 volte:  Lantana Tallinn,  Merkuur Tartu,  Sadam Tallinn
- 5 volte:  FCI Tallinn,  Järve Kohtla-Järve
- 4 volte:  Dünamo Tallinn,  Kalev Tartu/DAG,  Lelle,  Norma Tallinn,  Valga
- 3 volte:  Ajax Lasnamäe,  Levadia Tallinn 2,  TJK Legion,  Vigri Tallinn
- 2 volte:  Harju Laagri,  Keemik Kohtla-Järve,  Maardu,  Nikol Tallinn,  Tervis Pärnu,  Viljandi
- 1 volta:  Levadia Pärnu,  Lokomotiv Jõhvi,  Nõmme United,  Tarvas Rakvere,  Vall Tallinn,  Warrior Valga

## Squadre partecipanti
Vengono riportate le squadre militanti alla Meistriliiga nella stagione 2025.
| Club            | Città         | Stadio                   | Stagione 2024                  |
| --------------- | ------------- | ------------------------ | ------------------------------ |
| Flora Tallinn   | Tallinn       | A. Le Coq Arena          | 4º posto in Meistriliiga       |
| Harju Laagri    | Laagri (Saue) | Laagri Kunstmurustaadion | 1º posto in Esiliiga, promosso |
| Kalev Tallinn   | Tallinn       | Kadrioru Staadion        | 9º posto in Meistriliiga       |
| Kalju Nõmme     | Tallinn       | Hiiu Staadion            | 2º posto in Meistriliiga       |
| Kuressaare      | Kuressaare    | Kuressaare Linnastaadion | 8º posto in Meistriliiga       |
| Levadia Tallinn | Tallinn       | A. Le Coq Arena          | Campione d'Estonia             |
| Paide           | Paide         | Paide Linnastaadion      | 3º posto in Meistriliiga       |
| Tammeka Tartu   | Tartu         | Tamme Staadion           | 5º posto in Meistriliiga       |
| Trans Narva     | Narva         | Kreenholmi Staadion      | 6º posto in Meistriliiga       |
| Vaprus Pärnu    | Pärnu         | Pärnu Rännastaadion      | 7º posto in Meistriliiga       |

## Albo d'oro
- 1992:  Norma Tallinn (1)
- 1992-1993:  Norma Tallinn (2)
- 1993-1994:  Flora Tallinn (1)
- 1994-1995:  Flora Tallinn (2)
- 1995-1996:  Lantana Tallinn (1)
- 1996-1997:  Lantana Tallinn (2)
- 1997-1998:  Flora Tallinn (3)
- 1998:  Flora Tallinn (4)
- 1999:  Levadia Maardu (1)
- 2000:  Levadia Maardu (2)
- 2001:  Flora Tallinn (5)
- 2002:  Flora Tallinn (6)
- 2003:  Flora Tallinn (7)
- 2004:  Levadia Tallinn (3)
- 2005:  TVMK Tallinn (1)
- 2006:  Levadia Tallinn (4)
- 2007:  Levadia Tallinn (5)
- 2008:  Levadia Tallinn (6)
- 2009:  Levadia Tallinn (7)
- 2010:  Flora Tallinn (8)
- 2011:  Flora Tallinn (9)
- 2012:  Kalju Nõmme (1)
- 2013:  Levadia Tallinn (8)
- 2014:  Levadia Tallinn (9)
- 2015:  Flora Tallinn (10)
- 2016:  Infonet (1)
- 2017:  Flora Tallinn (11)
- 2018:  Kalju Nõmme (2)
- 2019:  Flora Tallinn (12)
- 2020:  Flora Tallinn (13)
- 2021:  Levadia Tallinn (10)
- 2022:  Flora Tallinn (14)
- 2023:  Flora Tallinn (15)
- 2024:  Levadia Tallinn (11)

### Vittorie per squadra
| Club             | Vittorie | 2º | Stagioni                                                                                                |
| ---------------- | -------- | -- | --- |
| Flora Tallinn    | 15       | 7  | 1993-1994, 1994-1995, 1997-1998, 1998, 2001, 2002, 2003, 2010, 2011, 2015, 2017, 2019, 2020, 2022, 2023 |
| Levadia Tallinn  | 11       | 11 | 1999, 2000, 2004, 2006, 2007, 2008, 2009, 2013, 2014, 2021, 2024                                        |
| Kalju Nõmme      | 2        | 2  | 2012, 2018                                                                                              |
| Lantana Tallinn  | 2        | 1  | 1995-1996, 1996-1997                                                                                    |
| Norma Tallinn    | 2        | 1  | 1992, 1992-1993                                                                                         |
| TVMK Tallinn     | 1        | 3  | 2005 |
| Infonet          | 1        | 0  | 2016 |
| Sadam Tallinn    | -        | 2  | -----                                                                                                   |
| Kalev Sillamäe   | -        | 2  | -----                                                                                                   |
| Paide            | -        | 2  | -----                                                                                                   |
| Trans Narva      | -        | 1  | -----                                                                                                   |
| Tulevik Viljandi | -        | 1  | -----                                                                                                   |
| EP Jõhvi         | -        | 1  | -----                                                                                                   |

Le squadre in grigio non esistono più.
- Lantana Tallinn include Nikol Tallinn.
- Levadia Tallinn include Levadia Maardu.